# イブラヒム・ラバジ
イブラヒム・ラバジ（モロッコ語：إبراهيم الرباج、英語：Ibrahim Rabbaj、2009年10月15日 - ）は、イングランド・モロッコ国籍のサッカー選手。プレミアリーグ・チェルシーFCのユースアカデミー所属。ポジションはフォワードまたはミッドフィールダー。

## クラブ経歴
イングランドのチェルシーFCに所属している。

## 代表経歴
2023年12月、U-15モロッコ代表に初招集され、U-15サッカー南アフリカ共和国代表戦でU-15モロッコ代表デビューを果たした。
2024年2月、U-15イングランド代表に初招集された。
2024年8月、U-16イングランド代表に初招集された。
2025年3月、アフリカ U-17ネイションズカップのモロッコ代表に選ばれた。

## エピソード
元FCバルセロナ所属のリオネル・メッシと比較された。